# Viggo Dibbern
Viggo Valdemar Dibbern (* 10. Juli 1900 in Frederiksberg; † 30. Januar 1982 in Herlev) war ein dänischer Turner.

## Erfolge
Viggo Dibbern, der für den Verein HG København turnte, nahm 1920 an den Olympischen Spielen in Antwerpen teil. Bei diesen gehörte er zur dänischen Turnriege im Wettbewerb, der nach dem sogenannten freien System ausgetragen wurde. Dabei traten nur zwei Mannschaften an, die aus 16 bis 40 Turnern bestehen und während des einstündigen Wettkampfs gleichzeitig antreten mussten. Es wurden die Ausführungen der geturnten Übungen an den Geräten bewertet, aber auch der Einmarsch zu Beginn und der Ausmarsch am Ende. Das Gesamtergebnis war ein Durchschnittswert der fünf Kampfrichterwertungen. Dabei kam es zum Duell gegen die einzige andere teilnehmende Turnriege aus Norwegen, die den Wettbewerb mit 48,55 Punkten auf dem zweiten Platz beendete und die Silbermedaille erhielt. Die Dänen entschieden den Wettkampf dagegen mit 51,35 Punkten für sich.
Dibbern gewann zusammen mit Georg Albertsen, Rudolf Andersen, Aage Frandsen, Hugo Helsten, Harry Holm, Herold Jansson, Robert Johnsen, Christian Juhl, Vilhelm Lange, Svend Madsen, Peder Marcussen, Peder Møller, Niels Turin Nielsen, Steen Olsen, Christian Møller Pedersen, Hans Rønne, Harry Sørensen, Christian Thomas und Knud Vermehren die Goldmedaille und wurde somit Olympiasieger.